# 더블 엘리미네이션 토너먼트

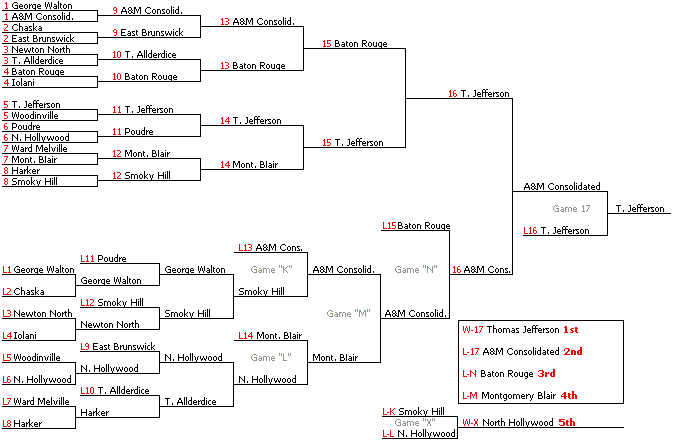
더블 엘리미네이션 토너먼트의 예시

더블 엘리미네이션 토너먼트(Double-Elimination Tournament)는 토너먼트 방식 중 하나로, 두 번을 지면 탈락하지만 한 번을 지더라도 남은 경기를 전부 승리하면 우승할 수 있는 토너먼트 방식이다.

## 개요
기본적으로 1:1이며 승자끼리 대결하는 방식은 싱글 엘리미네이션과 같으나, 단 1패만 해도 탈락하는 싱글 엘리미네이션과는 달리 1패를 해도 남은 경기에 전승하면 우승할 수 있다.
승리시에는 승자조에 잔류하며 같은 단계의 다른 승자와 겨루게 되며 이 과정이 반복된다. 패배시에는 패자조로 내려가 같은 단계의 다른 경기의 패자와 겨루며, 이 경기에서 승리하면 승자조의 같은 단계에서 패배하여 패자조로 새로이 내려온 패자와 겨루게 되고 이 과정이 반복된다. 패자조에서 패배하면 승자조에서의 패배를 포함하여 2패로 더이상의 기회 없이 탈락하게 된다.
결승전은 결승전까지 전승을 하고 있던 승자조 우승자와, 1패를 가지고 있지만 그 외의 경기에서는 전승한 패자조 우승자가 맞붙게 된다. 여기서 승자조 우승자가 승리하면 그대로 승자조 우승자가 최종 우승자로 결정되지만, 패자조 우승자가 승자조 우승자에게 승리하면 승자조 우승자는 첫 1패를 한 것이기 때문에 패자조 우승자와 경기를 한 번 더 하게 된다. 이 경기에서의 승리자가 최종 우승자가 되고, 이 경기에서의 패자는 어느 쪽이 되든 2패를 기록하게 되므로 우승하지 못한다.

## 특징
한 번의 실수나 우연으로 패배해도 실력만 있으면 잔여경기 전승을 조건으로 한 우승의 기회가 남게 된다는 면에서 싱글 엘리미네이션 토너먼트를 보완하는 측면이 있다. 즉, 싱글 엘리미네이션에서 존재하는 대진의 우연성으로 인한 불이익을 대폭 줄이는 긍정적인 측면이 있다.
기본적으로는, 승자조 우승자가 패자조 우승자에게 지면 1패이므로 원칙적으로 한 번의 결승전이 더 주어지는 것으로 형평성을 부여한다. 하지만 흥행을 위해 결승전을 1차전으로 제한하는 경우도 많은데, 이렇게 된다면 결승전까지 전승으로 진출한 승자조 우승자는 비교적 불이익을 당할 수밖에 없게 된다. 이에 더블 엘리미네이션 방식을 채용하면서 결승전을 1차전으로 제한했던 MBC게임 스타리그 등에서는 승자조 우승자에게 결승전에서 어드밴티지를 주는 등의 규칙을 추가하기도 했다.
이 방식의 단점은 익숙하지 않은 이가 리그의 방식을 이해하기 어렵다는 것, 그리고 패자들의 경기가 너무 많다는 단점도 있다. 패자들의 경기가 너무 많기 때문에 권투같은 종목에는 부적합하다.

## 같이 보기
- 토너먼트
- 싱글 엘리미네이션 토너먼트